# Зов тигра (національний парк)
«Зов Тигра» — національний парк Росії, утворений 2 червня 2007 р. з метою збереження та відновлення природних комплексів та об'єктів, історико-культурних об'єктів, екологічного просвітництва населення, розробки та впровадження наукових методів охорони природи, здійснення екологічного моніторингу, створення умов для регульованого туризму та відпочинку.

## Географія
Будова рельєфу території національного парку дуже складна. Основними його елементами є ділянка південної частини хребта Сіхоте-Алінь, гірська система гори Облачна, верхня частина басейну Мілоградівка, самі верхів'я річки Уссурі, а також північна частина басейну.
У межах національного парку висотні позначки змінюються від 155 до 1854 м. Найвищі вершини — Снігова і Сестра (1671 м). Тільки гір заввишки понад 1 км над рівнем моря на території національного парку та за його межами п'ятдесят шість.
Клімат на території національного парку континентальний з різко вираженими рисами мусонів.
Площа парку 83 343 га (згідно з розпорядженням Уряду РФ — 82 152 га).

## Фауна
Територія національного парку характеризується значним фауністичним розмаїттям. Тут мешкають практично всі рідкісні, ендемічні та цінні види ссавців півдня Далекого Сходу. У періоди депресії чисельності багатьох видів саме ця територія слугувала осередком збереження та подальшого відновлення чисельності.
Список ссавців становить:
Ряд Комахоїдні: даурський їжак, уссурійська могера, близько 10 видів бурозубок.
Ряд Зайцеподібні: маньчжурський заєць, заєць-біляк, північна пищуха.
Ряд Гризуни: звичайна летяга, маньчжурська білка, бурундук, азійська лісова миша, польова миша, миша-малютка, червоно-сіра полівка, далекосхідна полівка, сибірська червона полівка.
Ряд Хижі: амурський тигр, далекосхідний лісовий кіт, рись, далекосхідний леопард (постійно мешкав до середини 70-х років XX століття), сірий вовк, червоний вовк (нині не фіксується), лисиця, єнот уссурійський, харза, борсук, колонок, норка, видра, ласка, ведмідь бурий, гімалайський ведмідь.
Ряд Парнокопитні: свиня дика, ізюбр, плямистий олень, сарна азійська, горал, кабарга.
У районі розташування національного парку переважає лісова орнітофауна — понад 100 видів, що гніздяться. У кедрово-широколистяних та кедрово-ялинових (екотонних) лісах — до 43 видів, а в типових ялинниках на схилах г. Облачна — до 28 видів птахів. Із високогірним ландшафтом цієї вершини екологічно пов'язані 12 видів, що гніздяться. Із масивом модрини (ур. Мута) екологічно пов'язаний зовсім особливий комплекс птахів із 10 видів, що гніздяться.
| Види, включені до Червоної книги РФ | Види, включені до Червоної книги РФ |
| Назва                               | Наукова назва                       |
| ----------------------------------- | ----------------------------------- |
| Безхребетні                         |                                     |
| Земноводні                          |                                     |
| Птахи                               |                                     |
| Чорний лелека                       | Ciconia nigra                       |
| Скопа                               | Pandion haliaetus                   |
| Орлан-білохвіст                     | Haliaeetus albicilla                |
| Чубатий осоїд                       | Pernis ptilorhynchus                |
| Мандаринка                          | Aix galericulata                    |
| Луската крохаль                     | Mergus squamatus                    |
| Рибний пугач                        | Ketupa blakistoni                   |
| Голонога сова                       | Ninox scutulata                     |
| Ссавці                              |                                     |
| Амурський тигр                      | Panthera tigris altaica             |
| Далекосхідний леопард               | Panthera pardus orientalis          |
| Червоний вовк                       | Cuon alpinus                        |

## Флора
Територія Південної частини Приморського краю за останні мільйони років не зазнавала покривного заледеніння. Цей факт у поєднанні зі специфікою географічного положення та особливостями клімату є причиною унікального розмаїття рослинного світу. На території національного парку зростають як сучасні види рослин, так і представники стародавньої, що формується в ранньому кайнозої, флори.
Планомірних ліхенологічних досліджень на території національного парку «Зов Тигра» не проводилося. У 1944—1946 pp. П. П. Жудовою на горах Облачна та Снігова була зібрана колекція лишайників із 19 видів. Скіріною І. Ф. цей список був доповнений до 89 видів. Планомірні дослідження ліхенофлори були проведені на довколишніх територіях — у Лазовському (381 видів) заповіднику та Верхньо-Уссурійському стаціонарі (120 видів). З огляду на це можна припустити, що видовий склад лишайників даної території може налічувати близько 400 видів. Ця інформація на даному етапі робіт може бути прийнята за основу для характеристики загалом ліхенофлори району досліджень.
| Види, включені до Червоної книги РФ | Види, включені до Червоної книги РФ |
| Назва                               | Наукова назва                       |
| ----------------------------------- | ----------------------------------- |
| Покритонасінні                      |                                     |